# 간부사관
간부사관(幹部士官)은 대한민국 국군의 장교 양성 제도 중 하나이다. 간부 사관은 4년제 대학 2학년 이상 수료자 또는 전문학사 이상 학위 소지자 및 이와 동등 이상의 학력이 있다고 인정되는 부사관 및 현역병, 전역후 2년 미경과인 예비역 대상으로 선발하여 14주(가입교 1주 제외)의 교육과정을 거친 후 장교로 임관하는 제도이다.

## 외국의 사례
미군의 그린 투 골드(Green to Gold) 역시 간부사관과 같은 제도이지만 대졸 및 전문대 졸업 학력이 필요 없다는 차이만 존재한다. 대신 그린 투 골드는 이등병으로 입대한 지 3년 이내에 일병으로 진급해야 하며 고과 성적이 우수하거나 징계 기록이 없어야 합격할 수 있다. 소위로 임관하기 위해 학위가 필요하진 않지만 소령으로 진급하려면 정규 4년제 대학교 학위가 필요하다. 때문에 그린 투 골드로 임관하고 난 뒤 대학 학위를 취득하지 않으면 계속 대위에 머무르게 된다.  
원래 신병훈련소 성적으로 선발했으나 미라이 학살에서 보여준 윌리엄 캘리 소위의 자질이 문제되는 바람에 3년의 고과 기간을 두고 이 고과 기간 동안의 고과 성적으로 선발하게 되었다.

## 참조
1. ↑  http://www.goarmy.mil.kr/sub_noncom/sub_recruit2_7.jsp